# Sujin

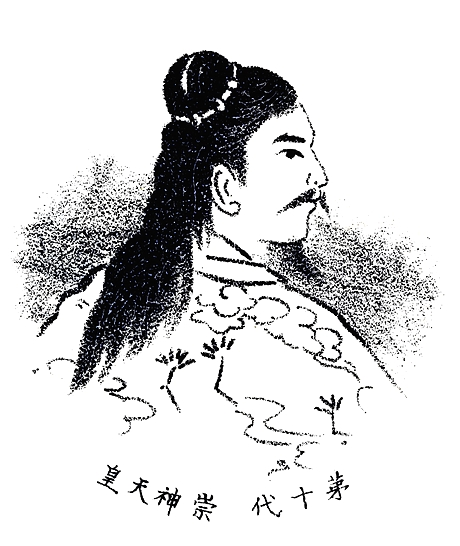
Kaiser Sujin (崇神天皇), Sujin Tennō (1895)

Sujin (jap. 崇神天皇, Sujin-tennō; * 148 v. Chr.; † 5. Dezember 30 v. Chr.) war entsprechend den alten Schriften Kojiki und Nihonshoki der 10. Tennō von Japan (97 v. Chr.–30 v. Chr.). Die meisten Historiker halten ihn für eine mythologische Figur, die nicht auf historischen Fakten basiert.

## Leben und Wirken
Kaiser Sujin soll nach dem Nihon Shoki von 97 bis 30 vor unterer Zeitrechnung regiert haben, was ein nicht plausibles frühes Datum ist. Er soll die sogenannten Generäle der „Vier Quartiere“ (四導将軍, Shidō Shogun) in die vier Gebiete, nämlich San’yōdō, San’indō, Hokurikudō und Tōkaidō entsandt haben, die die kaiserliche Autorität im ganzen Land festigen sollten. 
Sujin soll die Landwirtschaft entwickelt und Teiche und Bewässerungskanäle angelegt haben. Weiterhin soll er die Staatsfinanzen durch neue Steuern verbessert haben. Er ist bekannt unter dem ehrenden Namen „Hatsukuni Shirazu Sumera-mikoto“. Mit diesem ehrenden Namen wird der möglicherweise erste Kaiser Japans Jimmu bezeichnet. Dessen Existenz ist allerdings zweifelhaft, so dass er möglicherweise eine Projektion von Sujin ist, der wohl wirklich existierte.